# 第二次対仏大同盟
第二次対仏大同盟（だいにじたいふつだいどうめい、Second Coalition, 1798年12月24日 - 1801年）は、フランスの勢力拡大を脅威と感じたヨーロッパ諸国がフランスに対抗するために結成した同盟である。

## 概要
参加した国は、イギリス、オーストリア、ロシアに加え、オスマン帝国、ポルトガル、ナポリ、ドイツの様々な君主制国家、スウェーデンが含まれる。
この同盟の目的はフランス共和国の拡大を阻止し、フランスに君主制を取り戻す事であった。対仏大同盟は、フランスの革命体制を覆すことに失敗し、フランスが1793年に獲得した土地を再度承認する事になった。
1801年のリュネヴィルの和約では、フランスがかつて獲得した地に加えて、新たにトスカーニャとイタリアを獲得する一方、オーストリアはヴェネツィアとダルマチア岸を承認された。イギリスは1802年３月にアミアンの和約を結び、ヨーロッパに一時的な平和が訪れたが、14ヶ月しか続かなかった。
1803年5月を過ぎると、イギリスとフランスは再び戦争に突入し、1805年にはイギリスは第三次対仏大同盟を結成した。

## 背景
1792年4月20日、立法議会はオーストリアに宣戦布告した。これが第一次対仏大同盟(1792年-1797年)となり、フランスを勢力圏に置き、陸海の国境線で隣接する大半のヨーロッパの国家に加えポルトガル、オスマン帝国と敵対した。対仏大同盟の目的は戦争でいくつかの勝利を達成することであったが、最終的にはフランスの領土から追い出され、重要な地域をフランスに奪われ、その地に姉妹共和国を設立された。ナポレオンの努力により、イタリア北部でオーストリア軍を押し返し、レオーベン条約(1797年4月17日)とカンポ・フォルミオ条約(1797年10月)を締結させた。
1798年の夏にナポレオンはエジプト遠征を行ったが、彼の軍は囚われて、ナポレオンがフランスに帰国した後降伏した。一方ナポレオンがヨーロッパに不在の間、旧スイス連邦と敵対するフランスの助力を得て、スイスで戦争が勃発した。革命家はベルンの州政府を転覆させた時、フランス軍は表向きにはスイス共和国を支援するためにアルプスへ進軍した。イタリア北部ではロシアの将軍アレクサンドル・スヴォーロフがイタリア・スイス遠征で勝利し、モロー指揮下のフランス軍をポー川から追い出し、フランスアルプスとジェノバ周辺の海岸まで後退させた。しかしヘルヴェティア共和国のロシア軍はフランスの将軍アンドレ・マッセナに敗北し、スヴォーロフは撤退した。最終的にイギリスが海上で停泊している船舶を全て検査する権利を主張した時、ロシアは対仏大同盟から離脱した。ドイツではオーストリアのカール大公がジャン＝バティスト・ジュールダン指揮下のフランス軍をライン川まで押し返し、スイスでいくつかの勝利を収めていた。ジュールダンはマッセナに後退させられた。マッセナはその後ドナウ川の軍とヘルヴェティアを1つにまとめた。

## 同盟
1798年、イタリア遠征を終えたナポレオン・ボナパルトは、イギリスとインドの連絡を断つべくエジプト遠征に乗り出した。オスマン帝国相手の陸戦では勝利を重ねるも、ナイルの海戦でフランス艦隊はホレーショ・ネルソン率いるイギリス艦隊に敗北、これによってナポレオンはエジプトから動くことができなくなった。
ナポレオンの不在を好機と見た諸国は、同年12月24日、第二次対仏大同盟を結成し、フランスへの攻撃を開始した。

### 第二次対仏大同盟に参加した国家
- オーストリア
- イギリス（グレートブリテン王国→グレートブリテンおよびアイルランド連合王国）
- ロシア帝国
- オスマン帝国

## イタリア・スイス戦役 (1799-1800年)

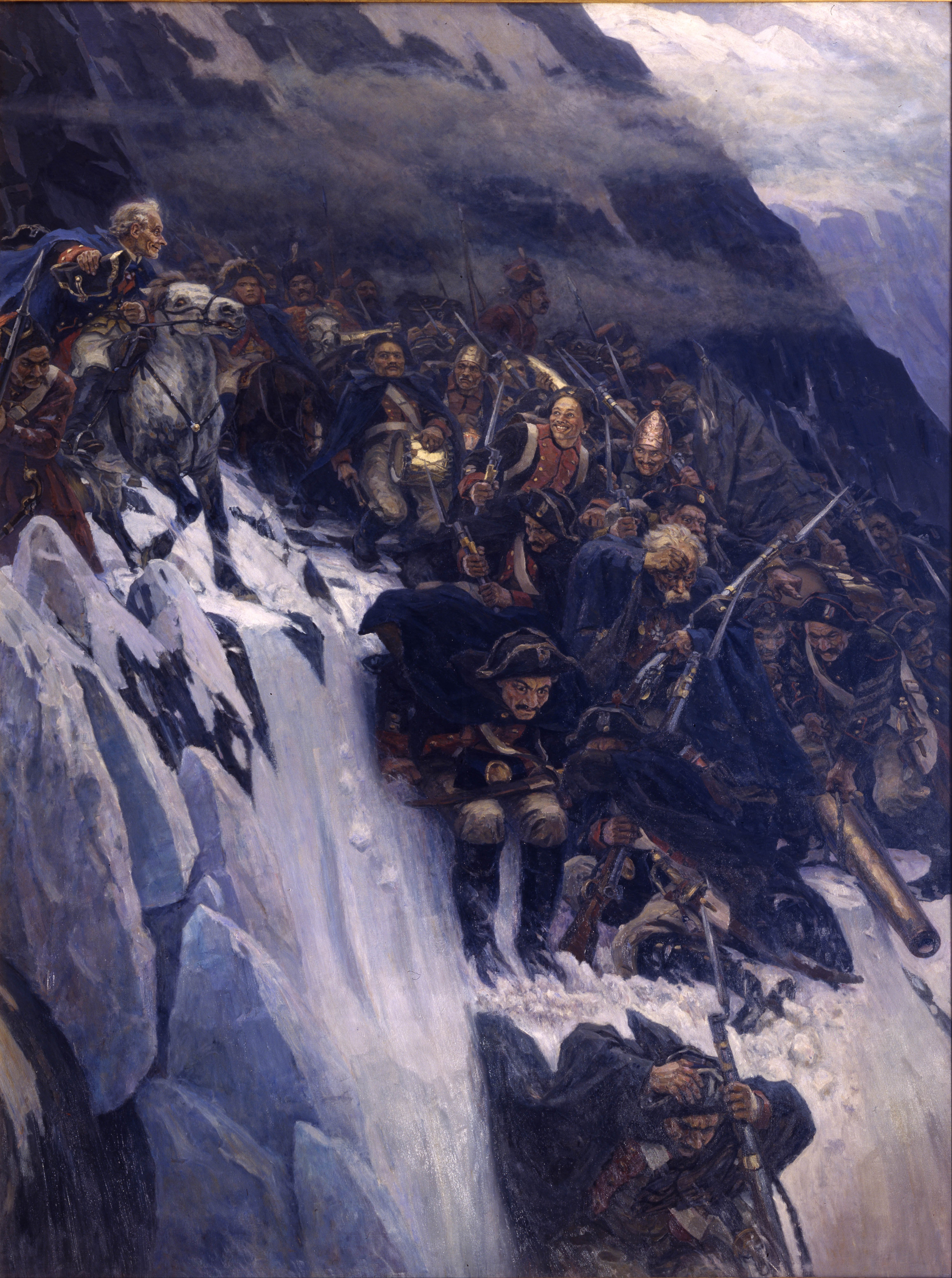
アルプスを越えるスヴォーロフ軍

ダヴィッド『アルプス越えのナポレオン』

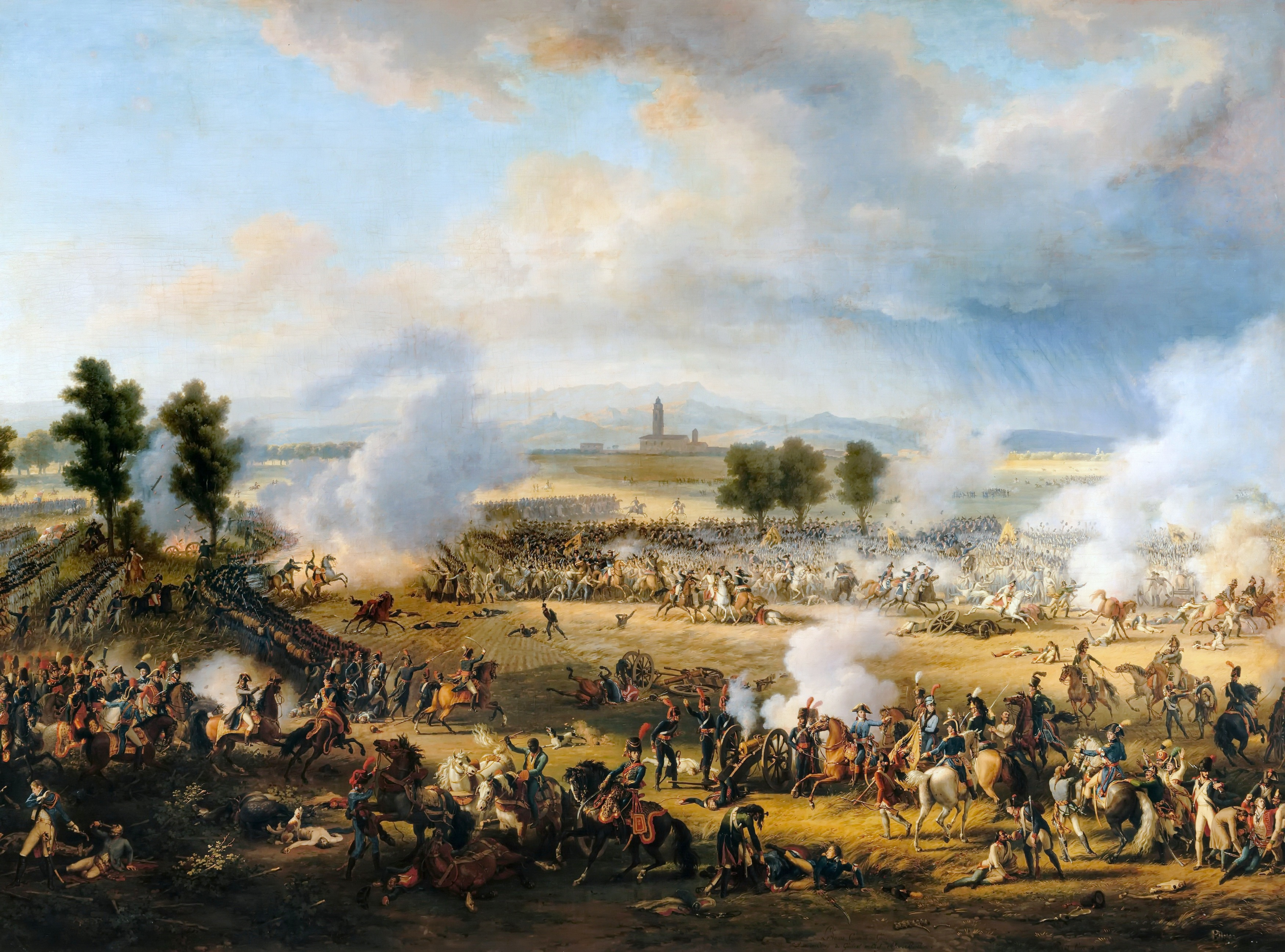
マレンゴの戦い

### 1799年
1799年、北イタリアではオーストリア軍の攻勢にフランス軍が押されていた。2月に元帥スヴォーロフがロシア軍最高司令官に復帰し、4月から、フランス軍はさらなる劣勢に立たされ、イタリア方面軍司令官モローは8月にはジェノヴァまで後退した。
ライン方面ではカール大公率いるオーストリア軍と、ライン方面軍司令官ジュールダン率いるフランス軍が衝突していた。3月25日、シュトックアッハの戦いでオーストリア軍が勝利した。ジュールダンは解任され、マッセナが新司令官となった。これ以降、ラインでは対峙が続いた。
スイス（ヘルヴェティア共和国）ではロシア・オーストリア同盟軍とフランス軍が一進一退の攻防を続けていた。9月25日、第二次チューリッヒの戦いでマッセナが同盟軍を破ると、スヴォーロフ率いるロシア軍はグラールスからイランツへのアルプス越えを行なってスイスから退却した。翌年にはロシアのパーヴェル1世がフランスと和平を結び、同盟から脱落した。
この年の末、ナポレオンはエジプトからフランスへ帰還し、ブリュメール18日のクーデターによって第一執政となり政権を握った。ナポレオンはフランス軍を再編し、翌年の攻勢に備えた。

### 1800年
ナポレオンはジュネーヴに軍を集結、1800年5月、3万7,000を率いてグラン・サン・ベルナール峠を越え北イタリアへ進出した（ダヴィッド作『サン・ベルナール峠を越えるナポレオン』はこのときの情景を描いたものである）。その頃、オーストリア軍はジェノヴァに篭城するマッセナ指揮下のフランス軍部隊を攻囲中であった。ナポレオンはオーストリア軍の背後に出てミラノとパヴィアを占領するが、ジェノヴァのフランス軍部隊は限界に達し6月4日に開城。オーストリア軍主力はトリノに集結した。
フランス軍によって退路を遮断される形となったオーストリア軍司令官のメラスは東進を決意。6月14日、両軍はアレッサンドリア近郊のマレンゴにおいて遭遇戦となった。このマレンゴの戦いでフランス軍は窮地に追い込まれるが、ドゼーの別働隊が増援に駆けつけ逆襲に成功する。しかし勝利と引き換えにドゼーは命を落としたのだった。
ライン方面でも、イタリア方面軍司令官からライン方面軍司令官となっていたモローが、6月19日のホッホシュタットの戦いでオーストリア軍に勝利し、7月にはミュンヘンまで迫る勢いを見せた。フランスとオーストリアは7月15日に休戦に入った。
この間に講和の話し合いがもたれたが、交渉は不成立に終わった。11月13日に休戦期限が切れるとともに、再び両軍は戦闘を開始した。モローは攻撃を再開し、12月3日、ホーエンリンデンの戦いでオーストリア軍に決定的な打撃を与えた。ここに至ってオーストリアは継戦意欲を喪失し、講和に向けて話し合いが開始された。

## 戦後処理
1801年2月9日、リュネヴィルの和約が締結された。オーストリアは、イタリアとネーデルラントに建国されたフランスの衛星国を承認し、フランスのラインラント領有も認めた。この時点で第二次対仏大同盟は崩壊し、再びイギリスのみが交戦を続けることとなった。そのイギリスも1802年3月25日、フランスとアミアンの和約を締結して講和した。